# Antonaria
Antonaria es un género de coleóptero de la familia Megalopodidae.

## Especies
Las especies de este género son:
- Antonaria burgeoni
- Antonaria dentata
- Antonaria favareli
- Antonaria femorata
- Antonaria ghesquierei
- Antonaria humeralis
- Antonaria murina
- Antonaria obscuripes
- Antonaria quadrinotata
- Antonaria suturella
- Antonaria testaceipes
- Antonaria tibialis